# 팔과탕
팔과탕은 거북이의 머리와 다리를 넣고 끓인 국이다. 테라핀은 대용으로 사용될 수 있다. 팔과탕에는 생강, 곡물, 은행, 번데기, 동충하초, 인삼, 밤, 표고버섯, 대추 등이 들어간다.

## 효능 및 부작용
팔과탕은 쉽게 지치고 피로를 느끼는 사람들에게 효과적이라는 주장이 있다. 그러나, 감기와 같은 급성 질환을 가진 사람들은 이 요리를 피하는 것이 좋다.